# São Gonçalo do Rio Preto
São Gonçalo do Rio Preto – miasto i gmina w Brazylii, w stanie Minas Gerais. Znajduje się w mezoregionie Jequitinhonha i mikroregionie Diamantina.